# Поштовий будинок
Поштовий будинок, Поштова станція, Станційний будинок — одноповерховий будинок в стилі класицизму в Києві на Поштовій площі, пам'ятка історії та архітектури. Був зведений у 1853–1865 роках як головна будівля комплексу подільської поштової станції; єдина споруда комплексу, що збереглась до нашого часу.
У 1963 відповідно до постанови РМ УРСР № 970 від 24.08.1963 р. поштовий будинок був взятий від охорону держави і отримав статус пам'ятки національного значення.
Використовується як експозиційне приміщення заповідника «Стародавній Київ», тут розміщена постійно діюча виставка «До історії самоврядування в Києві».

## Історія подільської поштової станції

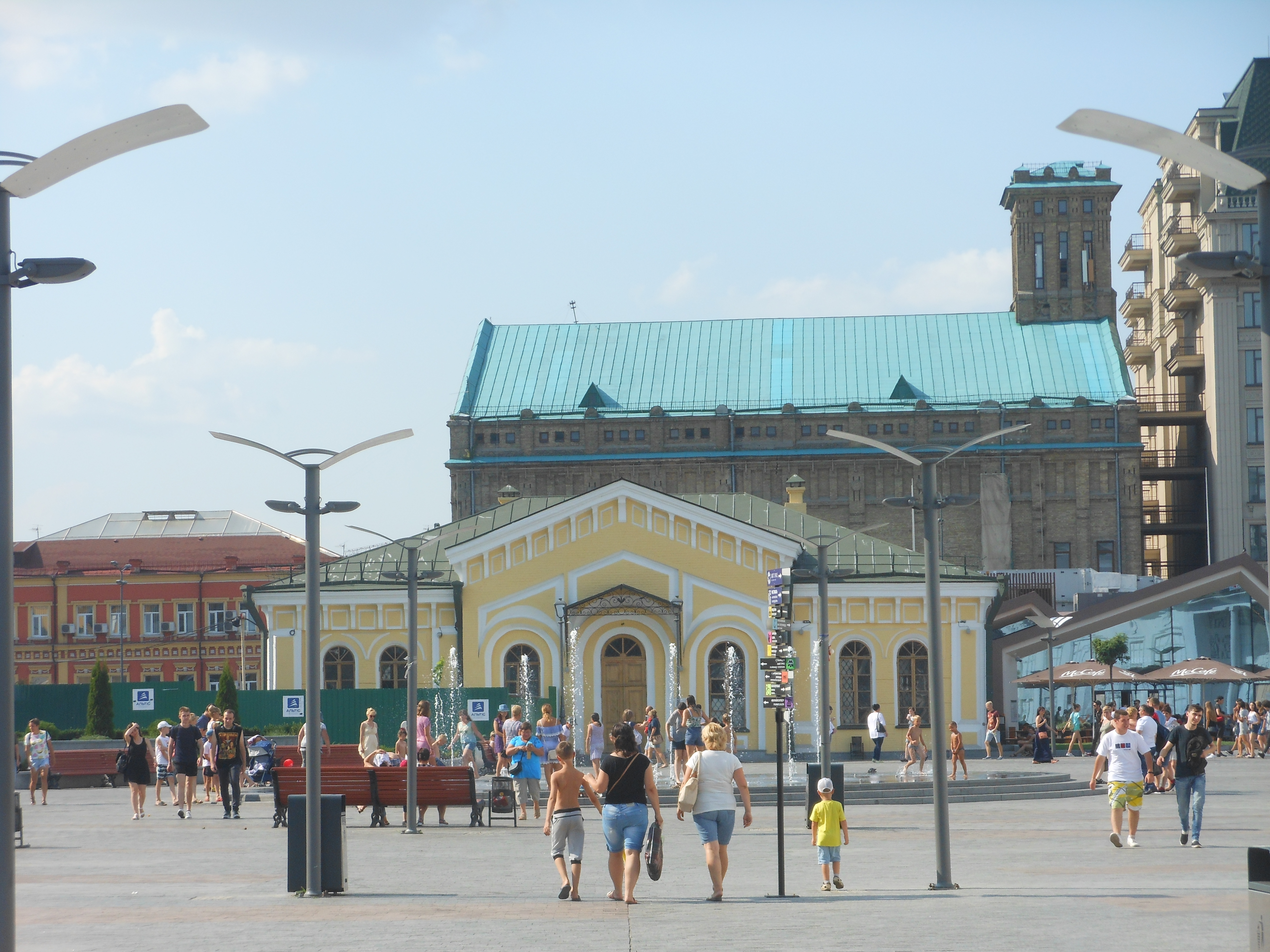

Подільська поштова станція була зведена у другій половині XIX ст. у місці прилучення Набережного шосе до Подолу. Ця станція була не єдиною в Києві, але мала особливе значення завдяки розташуванню у найжвавішому торговому районі з найбільшими базарами, кустарними і промисловими підприємствами, контрактовими ярмарками і пристанню.
У 1975 всі споруди комплексу, окрім поштового будинку, були розібрані у зв'язку з будівництвом станції метро «Поштова площа».

## Поштовий будинок
У 1976–1982 поштовий будинок відреставрували, було відтворене первісне оздоблення фасаду (автори проєкту — архітектори Р. Бикова, В. Мирошниченко, В. Сударенко).
Після реставрації у будинку було розташоване правління Товариства філателістів, а також філателістична виставка і експозиція з історії поштового зв'язку на основі зібрання київського колекціонера О. М. Лазаренка. У 1993 році ця експозиція була передана до Ніжина, де на її основі утворений музей «Ніжинська поштова станція».
Тепер будівля використовується як експозиційне приміщення заповідника «Стародавній Київ».

## Архітектура
Поштовий будинок розташований посередині Поштової площі і являє собою характерний зразок цивільної класицистичної архітектури. Будинок одноповерховий з підвалом, цегляний, тинькований, у плані прямокутний з тильним виступом. Фасад симетричний відносно центральної осі, яка підкреслена трикутним щипцем; стіни рустовані. Прорізи вікон і порталу оздоблені архівольтами та фільонками; під карнизом розміщені великі модульони.